# Bob, el manetes
Bob, el manetes (Bob the Builder en la versió original anglesa) és una sèrie de dibuixos animats infantil sobre un constructor i els seus amics. Va ser creada per Keith Chapman, del Regne Unit, el 1999. A Catalunya s'ha emès al canal Super3 de Televisió de Catalunya.
L'octubre de 2014, Mattel va renovar la sèrie per a una nova sèrie reboot que s'emetria al Milkshake! de Channel 5 el 2015. Entre els canvis hi havia una revisió completa del repartiment, amb l'actor de Harry Potter Lee Ingleby substituint Neil Morrissey com a veu de Bob, i Joanne Froggatt i Blake Harrison també van confirmar com a veus de Wendy i Golut respectivament. L'escenari i l'aparença dels personatges també van canviar, amb Bob i el seu equip traslladant-se a la bulliciosa metròpoli de Spring City. Una localització nord-americana de la nova sèrie va debutar a PBS Kids el novembre de 2015. Els canvis han estat criticats pels fans de la versió original.

## Característiques
Els protagonistes principals de la sèrie són Bob, la seva ajudant Wendy, diversos veïns i amics, i la seva colla de màquines i eines per a la construcció, que també són animades i tenen la capacitat de parlar. En cada episodi ajuden amb reparacions, construccions i altres tipus de projectes.
Els principals ideals de la sèrie són la resolució de conflictes, el treball en grup, la socialització i l'aprenentatge.
El lema de Bob és "Ens en sortirem?" (en anglès "Can we fix it?"), i la resta dels personatges sempre respon a l'uníson "Sí, i tant!" (en anglès "Yes, we can"). Aquesta darrera frase, a més, és el títol de la cançó principal de la sèrie.

## Personatges[2]

### Principals
Bob
Veu original: Neil Morrissey
Veu de doblatge: Àlex Meseguer
També conegut com a Bob, el Manetes o Robert Everett McGraw (el seu nom real), és un paleta i cap del seu propi pati de construcció. Viu a la Vall dels Gira-sols. En Bob és d'una família de paletes: el seu pare Robert també ho és i el seu avi Billy també. En les seves construccions l'ajuden la Wendy i una sèrie de vehicles antropomòrfics en diversos projectes a la ciutat i als voltants. És l'amo de la Mixa la gata i no és bo amb els ordinadors. Un dels seus lemes és: "Ens en sortirem?"
Wendy
Veu original: Kate Harbour
Veu de doblatge: Mercè Segarra
És la companya de negocis de Bob que dirigeix l'oficina i manté el negoci en ordre, i sovint organitza eines i equips. També se la veu construint de tant en tant.

### Recurrents
Carbassot
Veu original: Rob Rackstraw 
Veu de doblatge: Aleix Estadella
És un espantaocells que viu amb el senyor Rasclet. Li encanta fer entremaliadures i sovint es fica en problemes. Sempre intenta ajudar en Bob i la colla, però els seus esforços solen acabar malament. Parla en tercera persona, odia que el renyin, i sembla que està gelós que les altres persones no es facin tant amb ell com els altres. També li falta confiança en la seva feina habitual, que és espantar els corbs, i sol sentir-se disgustat perquè els ocells no li tenen por. Un dels seus lemes és: "En Carbassot fa el que pot".
Senyor Rasclet
És el tritagonista de la sèrie i un granger proper, i un bon amic del Bob que sovint ajuda en els seus projectes de construcció. És propietari i cuida del Trac el tractor, el Samsó el carretó elevador, el Robust el camió, el Trasto el gos i el Carbassot l'espantaocells.

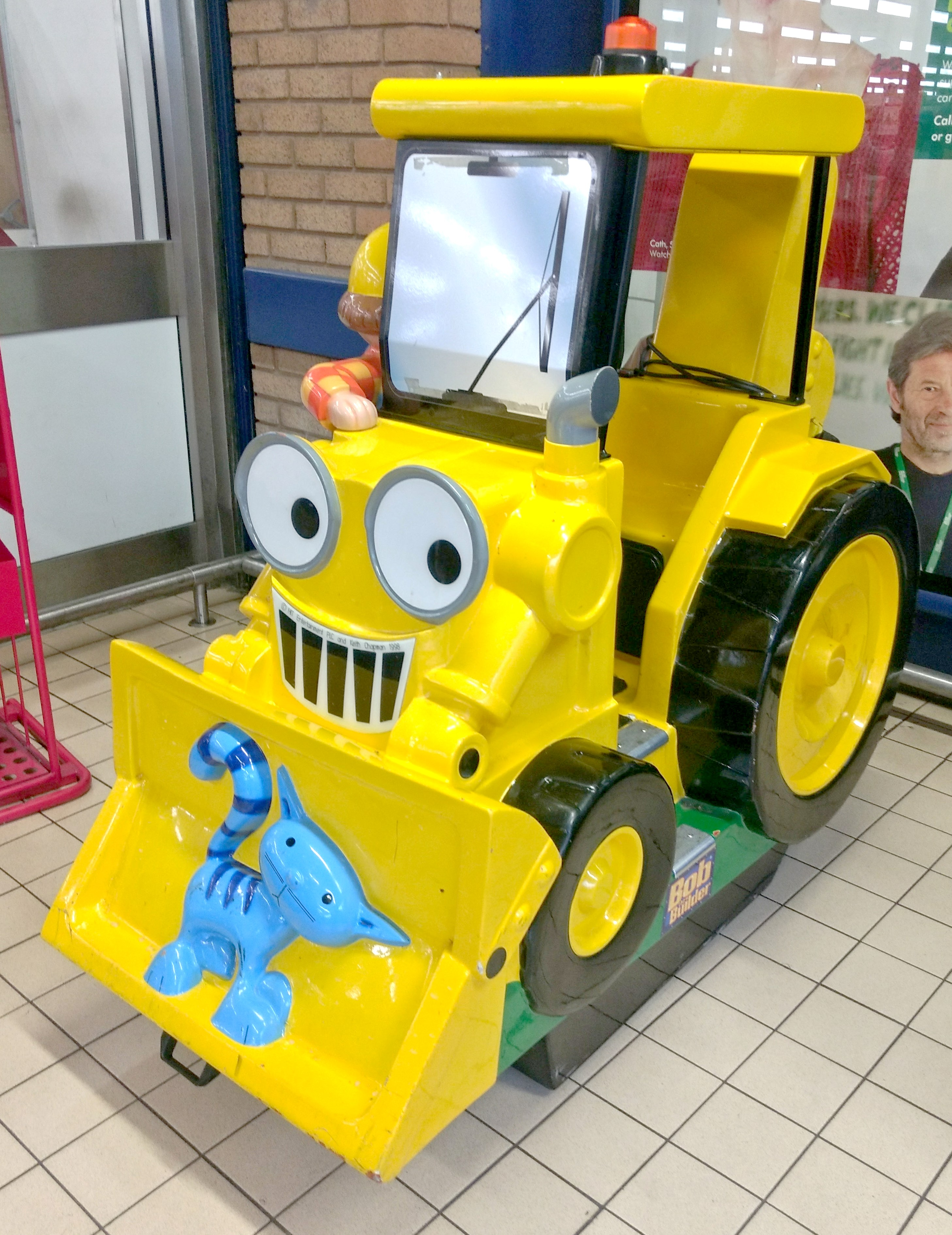
En Golut, l'excavadora, amb la Mixa, la gata.

Senyor Bonvent
Senyor Pistraus

### Màquines
Golut
Veu original: Rob Rackstraw
Veu de doblatge: Albert Trífol Segarra, Manel Gimeno
És una excavadora groga i és el líder no-oficial de les màquines de Bob. Té el costum de fer bromes i ajuda a Bob a estar al capdavant sempre que necessita ajuda addicional.
Bolquet
Veu original: Rob Rackstraw
Veu de doblatge: Eduard Itchart
És un camió de bolquet de color vermell, i és una de les màquines més pesants. És molt maldestre per a determinades coses. Li agrada especialment embrutar-se.
Panxona
Veu original: Kate Harbour
Veu de doblatge: Núria Trifol, Mònica Padrós
És una formigonera taronja i el segon membre més jove de l'equip. És ansiosa, curiosa i s'emociona fàcilment.
Pansit
Veu original: Neil Morrissey 
Veu de doblatge: Oriol de Balle
És un camió grua de color blau que no té confiança en les coses que fa. Sempre dubta per tot i és força poruc, però amb els ànims de la colla sempre se'n surt. El seu lema és "Uf, ja ho veurem".
Corró
Veu original: Neil Morrissey 
Veu de doblatge: Eduard Doncos
És una piconadora verda a la qual li encanta inventar-se cançons i quan s'emociona els seus ulls comencen a girar amunt i avall. Sovint actua abans de pensar de vegades a causa del seu gran pes, cosa que li provoca problemes.